# Enric Bañeres de Vicente
Enric Bañeres de Vicente (Almenar, el Segrià, 1944 - Barcelona, 1 d'agost de 2017) fou un periodista esportiu català.
Va llicenciar-se a l'Escola Oficial de Periodisme i va començar a treballar a El Diari de Lleida i El Correo Catalán, on va arribar a ser-ne subdirector. També va formar part de la redacció de les revistes satíriques Barrabás i El Papus, on va viure l'atemptat amb bomba del 20 de setembre de 1977. Anys més tard, va treballar a La Vanguardia, on va ser cap d'esports durant 14 anys, i El Mundo Deportivo. També fou tertulià d'altres mitjans de comunicació com la Cadena Ser, TV3, RAC1, 8tv. Retirat del periodisme actiu el 2015, durant els últims anys fou professor de periodisme esportiu a la Universitat Internacional de Catalunya.
Va escriure diversos llibres, la majoria relacionada amb el FC Barcelona, i també dirigí les enciclopèdies mundials de futbol i tennis del Grupo Océano. Entre d'altres, destaquen Diccionari de l'esport, català-castellà, castellà-català (1989), Les Lligues del Barça (1998), Estimada Basilea (2004), Dichoso Barça (2000), Los Mur: masajistas del Barça (2008).